# Мансардата
„Мансардата“ (на немски: Die Mansarde) е роман от австрийската писателка Марлен Хаусхофер (1920 – 1970), публикуван през 1969 г.
Марлен Хаусхофер е ярък пример за това, че е възможно откриването на едно значително литературно дело едва след смъртта на създателя му. Писателката е родена на 11.4.1920 година във Фрауенщайн, Австрия. Изучава германистика във Виена и Грац и живее до края на дните си на свободна практика в Щирия. Творчеството ѝ е отличено с редица награди: поощрение към Австрийската държавна награда за литература, наградата „Теодор Кьорнер“ на град Виена, накрая и самата Австрийска държавна награда за литература.
Приживе творбите ѝ, сред които се открояват романите „Стената“, „Небе, което никъде не свършва“ и „Мансардата“, не намират заслужено признание. Едва след смъртта на Марлен Хаусхофер на 21.2.1970 г. творчеството ѝ преживява своя „ренесанс“ и през 1983 г. издателството „Класен“ публикува първите два романа, а през 1984 – „Мансардата“ в нови издания. Критиката определя тези творби като „крачка към поетическия реализъм“, нарича „Стената“ „модерна приказка“, „притча за победата на жената“, а маститият критик Ханс Вайгел ще каже: „Голяма творба, чиято външна простота достига класически измерения. Тя може да бъде наредена сред шедьоврите на западната литература.“
„Мансардата“ е последното произведение на Хаусхофер, завършено малко преди края ѝ, и е публикувано за първи път през 1969 година. Това е дълбоко лична книга, написана в първо лице като интимен дневник. Повествованието носи всички белези на съкровената, почти религиозна изповед, а това впечатление се подсилва и от композиционната схема на романа. Героинята, чието име така и не се узнава, разказва за протичането на една седмица от живота си, като всяка глава носи за заглавие деня от седмицата. Ходът на разказа се прекъсва от спомени, описания на сънища или видения, анализи на душевни състояния и пр. Освен това са включени и страници от личния дневник, който героинята е водила преди години в своето усамотение.
Житейската история на тази героиня е разказана по такъв начин, че читателят постепенно открива ключовите моменти от нейната биография, определили съдбата ѝ. Това създава психологическо напрежение в иначе бедното на външни събития повествование.
Тайната на съпружеството
Разказвачката е вече немлада жена, четиридесет и седем годишна домакиня, която през свободното си време се усамотява в мансардата на съпружеския си дом и се отдава на рисуване – изобразява главно птици, насекоми и риби. Нейният съпруг, Хуберт, е петдесет годишен, преуспяващ адвокат, погълнат изцяло от професията си. Между двамата съществува привидно съгласие, те водят успокоено буржоазно съществувание, имат и две деца, но това е само външното измерение на съпружеския им живот. Между тях съществува някаква мъчителна тайна, споменът за някакво съдбоносно събитие, което е опустошило щастието им и ги е отчуждило един от друг. Едва в края на романа става ясно какво се е случило. След близо двегодишно семейно благополучие героинята внезапно оглушава – глухотата е предизвикана от изненадващия вой на пожарна кола през нощта, който звук по някакъв начин се свързва в подсъзнанието на героинята с преживяванията ѝ през войната, с воя на сирените в изложения на бомбардировки град. Хуберт не намира в себе си сили да се справи с нещастието и под натиска на властната си майка изпраща съпругата си „на почивка“ в едно отдалечено село.
Глухотата като спасение
Глухотата не е предизвикана от органично увреждане, а е на психогенна основа. Следователно тя може да изчезне под въздействието на някакъв освобождаващ фактор, но не се поддава на медицинско лечение. Тази глухота на героинята придобива в романа значението на символ – тя не чува, защото не желае и не може повече да слуша звуците и шумовете на този свят, на това време, загубило човешките си очертания. В селото, където е настанена в дома на един ловец, героинята среща мъжа X., който желае да ѝ говори, тъкмо понеже тя не го чува. Всеки ден той излива пред нея потоци от думи на гняв, разкаяние, болка, молба, ярост. Тя не разбира нищо, но следи ръцете му, които ѝ говорят повече от думите. Тези сцени на проникването до същността на изказа без помощта на словото са предадени с необикновено майсторство и съставят най-силната част на романа. В последна сметка, когато героинята вече се е решила да последва непознатия, той протяга към нея окървавените си ръце – това събужда в душата ѝ спомен за избити животни, за преживени насилия и изведнъж тя започва да чува, глухотата ѝ изчезва. Тя е излекувана и се завръща при мъжа си и детето си – животът продължава, но вече по друг начин.
Заедно със слуха си героинята сякаш е придобили още едно сетиво за този свят. Тя започва двойствено съществуване – денем е прилежна домакиня и съпруга, а вечер се затвора в мансардата си и там премисля живота си, бори се със самотата, рисува и мечтае да нарисува птица, „която да не изглежда така, сякаш е единствена на света“.
И двамата съпрузи всъщност са претърпели голямо житейско поражение. Това е започнало още в тяхното детство. Хуберт е бил принуден да търпи терора на деспотичната си майка и е виждал в брака освобождение от насилието. Родителите на героинята са били болни от туберкулоза и за да я предпазят от зараза, не са си позволявали никакви нежности към нея. Така и тя е потърсила в брака нещо, което преди това ѝ е липсвало. В самата си същност този брак е бил обречен на провал поради компенсаторния си характер. За да се избави от съзнанието за лично поражение, Хуберт чете непрекъснато брошури за битки и военни поражения. „Нараняват го загубените битки на всички нации“, се казва в книгата. От своя страна героинята поддържа безсмислени контакти с други също така душевно самотни жени, които обаче не могат да ѝ дадат нищо.
Миналото като чудовище
Съпрузите живеят заедно-единствено поради вътрешния си стремеж към самота и защитеност. „Ние просто не можем задълго да си позволим да сме си омръзнали, защото към кого иначе да се обърнем, кой би могъл да ни бъде опора? Чужди са ни всички хора, дори нашите приятели, които всъщност са ни само познати. Чужда ни е дори нашата дъщеря Илзе...“ Също и синът им Фердинанд е за тях чужденец, той си е намерил самостоятелна квартири и не живее с родителите си.
Двамата съпрузи имат пред себе си една обща цел: да забравят миналото и събитието, което ги е разделило. Всъщност основният мотив на романа е превъзмогването на самотата чрез забравата. Промяната в живота на героинята настъпва, когато започва да получава в жълти пликове откъси от собствените си дневници, откраднати някога от тайнствения самотник X. Това я кара да се върне в миналото си и да го осмисли. И ето че в последна сметка то приема образа на дракон, който тя успява да нарисува. Драконът със златистожълтите очи е символ на дълбоката самота, която ражда в мисълта чудовища.
Романът „Мансардата“ на Марлен Хаусхофер може да бъде причислен към най-добрите образци на книгите за самотата и отчуждението. Неповторимото в него е гледната точка на писателката – въпреки мъчителните изживявания всичко е омекотено от копнежа по човечност, по истинска близост и любов. Хората са нещастни зверове, които обаче заслужават да бъдат обичани – това е сякаш посланието на романа. Оттук идва неговата сила и художествена мощ.
В едно интервю Марлен Хаусхофер споделя: „Тъй като сме въдворени в живота, ние сме обременени с предразсъдъци, срещу които трябва да се борим до края на дните си. И докато у нас трепти искрица живот, трябва да се опитваме да разпространяваме около себе си малко топлина...“ Тези думи на Марлен Хаусхофер не са празни фрази. Романът ѝ „Мансардата“ е тяхно потвърждение. Въпреки безпощадността на разобличението, прецизността на анализа и безкомпромисните заключения, той е изпълнен с поезия, разположен е на границата между действителността, съня и мечтата и вдъхва упование в нашето съществуване на този свят.